# Цветная металлургия Украины
Цветная металлургия Украины — важная часть металлургии Украины.

## Потребление
Потребление цветных металлов на внутреннем рынке Украины (2000)
- алюминий — 341,6 тыс. тонн (глинозем — 230, первичный алюминий — 36,3, вторичный алюминий — 36,6, катанка — 22,4, прокат — 16,3)
- медь — 146,8 тыс. тонн (рафинированная — 83,9, катанка — 32,7, прокат — 26,6, вторичные сплавы — 3,6)
- цинк — 59,5 тыс. тонн
- свинец — 8,2 тыс. тонн
- никель — 5,3 тыс. тонн
- титан — 2,34 тыс. тонн (в том числе прокат — 0,74)
- олово — 0,6 тыс. тонн
- вольфрам — 0,44 тыс. тонн
- кобальт — 0,14 тыс. тонн
- молибден — 0,125 тыс. тонн
- электродная продукция — 24 тыс. тонн
- твердые сплавы — 0,92 тыс. тонн
- полупроводниковые сплавы — 0,1 тыс. тонн
- продукция редких металлов (тонн):
  - ванадий — 660
  - цирконий — 90
  - ниобий — 50
  - кадмий — 50
  - тантал — 15
  - галлий — 5
  - церий — 1,8
  - индий — 1,5
  - селен — 1
  - бериллий — 1
  - иттрий — 0,8
  - теллур — 0,5
  - скандий — 0,5
  - германий — 0,5
  - гафний — 0,5
- оксиды редких щёлочноземельных металлов — 20 тонн.

## Отрасли цветной металлургии
Цветная металлургия. 52 предприятия различных форм собственности. Объём товарной продукции 5,8 млрд гривен (2001). На собственном сырье базируется только производство титана, ферроникеля, циркония, кремния, ртути. Имеется 4 горно-обогатительных предприятий: Вольногорский государственный горно-металлургический комбинат, Иршанский горно-обогатительный комбинат, Никитовский ртутный комбинат, Побужский ферроникелевый завод. Практически все предприятия цветной металлургии значительно уменьшили объёмы производства в результате отсутствия собственной сырьевой базы, спроса на отечественном и неконкурентоспособности на мировом рынке.
- Производство алюминия. Николаевский глиноземный завод (1,0 млн тонн глинозема), Запорожский производственный алюминиевый комбинат (200 тыс. тонн глинозема, 110 тыс. тонн первичного алюминия), вторичный алюминий и сплавы (158 тыс. тонн), а также строительные алюминиевые профили (15 тыс. тонн) производятся на совместных предприятиях: «Интерсплав», «Укргермет», «Обимет», Броварский завод алюминиевых строительных профилей.

- Производство меди. Артемовский завод по обработке цветных металлов (прокат, сплавы, проектная мощность 140 тыс. тонн, производство в 2000 году 4,5 тыс. тонн), 9 производственно-заготовительных региональных предприятий: «Вторцветмет», СП «Донкавамет», «Укргермет», научно-производительная фирма «Форум», фирма «КАТЕХ», экспериментальный завод Государственного трубного института (город Днепр).

- Производство титана и магния. Город Запорожье (Запорожский государственный титаномагниевый комбинат), производится титановая губка, шлак, ферротитан, титановое литьё.

- Производство свинца и цинка. Город Константиновка («Укрцинк», выделенное предприятие «Свинец»). Практически не функционирует.

- Производство полупроводников. Ранее производилось около 10 % мирового объёма, осуществлялось на 3 предприятиях: Запорожский государственный титаномагниевый комбинат, «Чистые металлы», химико-металлургическая фабрика Мариупольского металлургического комбината имени Ильича. Продукция: моно- и поликристаллический кремний, германий, арсениды и фосфиды галлия и индия, структуры и пластины на их основе.

- Производство твёрдых сплавов. Относятся Светловодский казённый комбинат твердых сплавов и тугоплавких материалов, «Торезтвердосплав», Государственный инженерный центр твердых сплавов «Светкермет», концерн «Алкон» Национальной Академии наук, Государственное специализированное производственно-технологическое бюро «Инос», Государственное предприятие «ИНМА», участки различных машиностроительных заводов.

- Производство углерода. Из нефтяного и пекового кокса и термоантрацита на «Укрграфит» (город Запорожье) производят угольные и графитовые электроды, блоки, анодную массу и др. Для обеспечения спецтехники на базе «Укрграфит» создан Государственный завод «Углекомпозит».

- Ртутно-сурмяная промышленность. «Никитовский ртутный комбинат» (город Горловка), из-за отсутствия спроса и больших расходов прекратилось производство ртути из собственного сырья.

- Производство порошковых металлов. Предприятия: Закарпатский металлургический завод, Запорожский государственный металлургический завод Института титана, Государственное предприятие «Завод порошковой металлургии» (город Бровары), «Торезтвердосплав», Светловодский казённый комбинат твердых сплавов и тугоплавких материалов, Кировский завод изделий из металлических порошков, ООО НПФ «Металлург», г. Харьков и некоторые другие предприятия чёрной металлургии.

- Производство редких металлов. Вольногорский государственный горно-металлургический комбинат (гафний, цирконий), Приднепровский химический завод (цирконий, гафний и большое количество соединений редких металлов) и Мужиевский золотополиметаллический комбинат (строительство) в Закарпатской области (мощность до 60 тыс. тонн руды золота в год).

## Трудовые ресурсы
В 2001 году на предприятиях отрасли цветная металлургия работало 46,3 тыс. чел.

## Потребление топлива и электроэнергии
- цветная металлургия 2,5 % топлива и 9,0 % электроэнергии